# ティモシー・ローレンス
ティモシー・ジェームズ・ハミルトン・ローレンス（英語: Timothy James Hamilton Laurence, 1955年3月1日 - ）は、イギリスの海軍軍人。最終階級は海軍中将。

## 略歴
海軍士官ガイ・ステュアート・ローレンスの息子としてキャンバーウェルに生まれ、父と同じく海軍を志す。

### 軍歴
1973年1月1日付で海軍士官候補生となる。1975年1月1日、海軍中尉。海軍兵学校に入校し学ぶ傍ら、ダラム大学で理学士号を取得。フリゲート艦「オーロラ」に配属される。1977年5月1日、海軍大尉。1979年、掃海艇「ポリントン」配属。短期間王室ヨット「ブリタニア」の航海長を経た後、同じく駆逐艦「シェフィールド」の航海長を1980年から1982年にかけて務めた。1982年より、哨戒艦艇「シグネット」で北アイルランド勤務。
1985年5月1日、海軍少佐となり、フリゲート艦「アラクリティー」配属。1986年、オーストラリア海軍との交流でシドニーに移り、ワトソン海軍基地配属。1988年12月31日、海軍中佐。その後本国へ戻り、1989年10月、フリゲート艦「ボクサー」に配属。1990年1月30日、34歳で艦長となる。
1992年より1994年まで、国防省勤務。1994年5月16日より国防大臣マルコム・リフキンドの秘書官。1995年6月30日、海軍大佐。
1996年、フリゲート艦「カンバーランド」艦長として和平履行部隊に出動。帰任後の8月27日にはフリゲート艦「モントローズ」艦長として10月までフォークランド諸島警備のため南大西洋へ出動。
1997年、再び国防省に戻り、防衛戦略改定案の策定に関わる。1999年1月よりオックスフォード大学セントアンソニー校客員研究員。7月15日、海軍代将。2001年には三度国防省へ戻る。2004年7月5日、海軍少将となり、国防会議に属する。2007年4月30日、海軍中将。2009年、”Head of Profession for the British Government's Property Asset Management community”となる。
2010年8月、退役。

### 王室一員として
1986年、女王エリザベス2世の長女アン王女と出会う。王女はマーク・フィリップスとの結婚生活が破綻しかけた頃であった。1992年にアン王女はマークと離婚。その年の12月12日、王女とティモシーはスコットランドでささやかな婚儀を執り行った。海軍退役後は慈善団体の代表などを務めている。
ティモシーは女王の娘婿であったため、本来ならば何らかの爵位に叙せられる資格があった。しかし、アン王女は自らの家系は叙爵を全て辞退する意向であったため、ティモシーも肩書きは海軍のものに留まった。その後、2011年にロイヤル・ヴィクトリア勲章ナイト・コマンダーを受賞した。
夫妻は王女が初婚時に与えられたガットクーム・パークの土地を保有している。ロンドン滞在時の住居には当初はドルフィン・スクエアの一室を充てていたがその後退去し、セント・ジェームズ宮殿の一室が割り当てられている。